# 윌리엄 해리갠
윌리엄 해리갠(William Harrigan, 1894년 3월 27일 ~ 1966년 2월 1일)은 미국의 배우이다.

## 영화
- 프란시스 커버 더 빅 타운 (1953년)
- 날으는 해병대 (1951년)
- 농부의 딸 (1947년)
- 프랭키와 자니 (1936년)
- 추억의 노래 (1935년)
- 걸 인 419 (1933년)
- 투명 인간 (1933년)
- 무모한 천성 (1930년)